# 胜利广场 (大连)

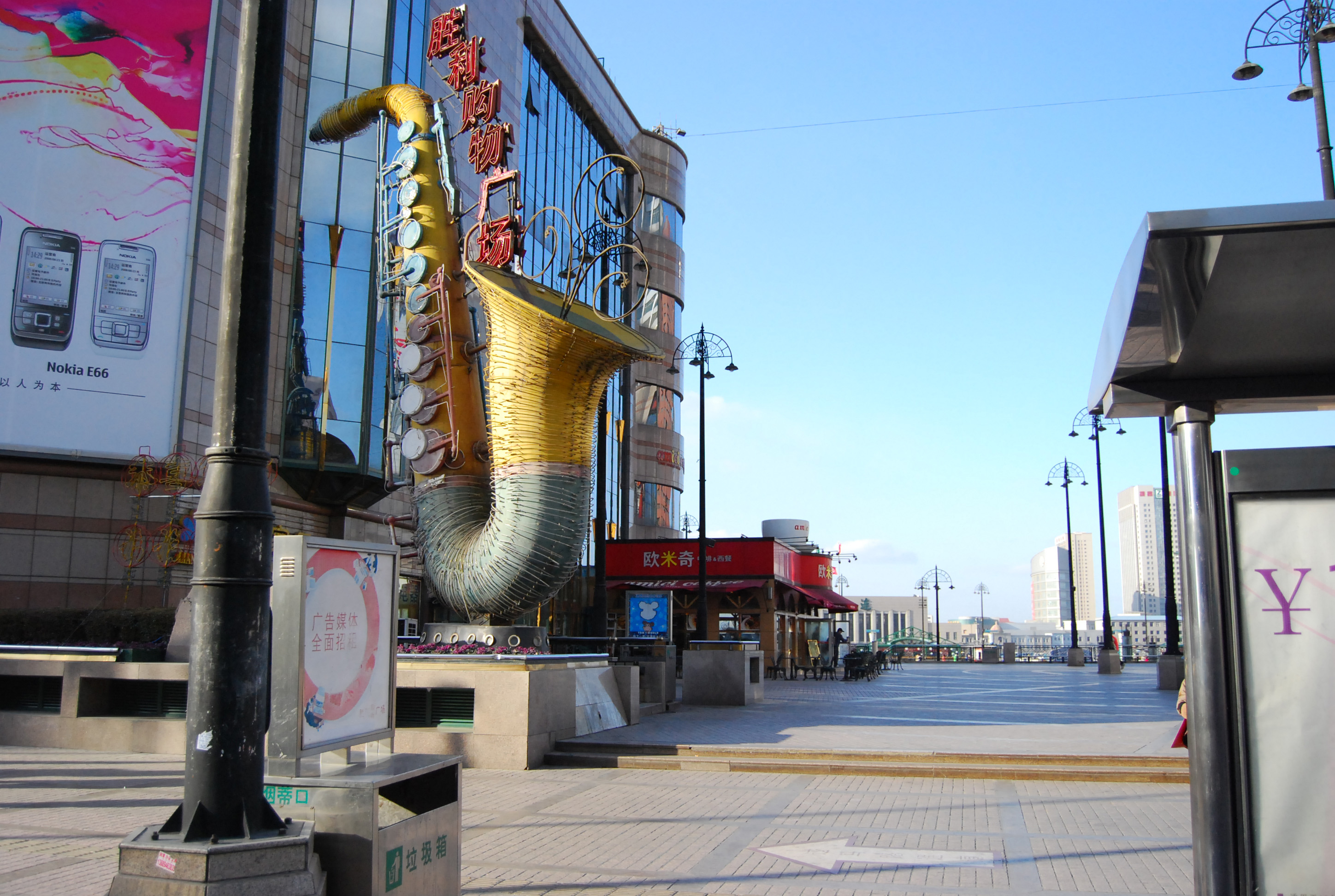
大连胜利广场

胜利广场是中国辽宁省大连市中山区的一个大型购物中心，位于大连火车站前，在大连日据时期称为“驿前广场”，南侧为中山路经过，北侧为长江路，西侧为青泥街。
胜利广场是大连的交通枢纽，衔接其南侧的青泥洼商圈和其东侧的天津街商圈。
这里同样是辽宁省最大的台资企业，由台湾企业家蔡振男投资建设，于1998年建成。